# 鹿嶋神社 (高砂市)

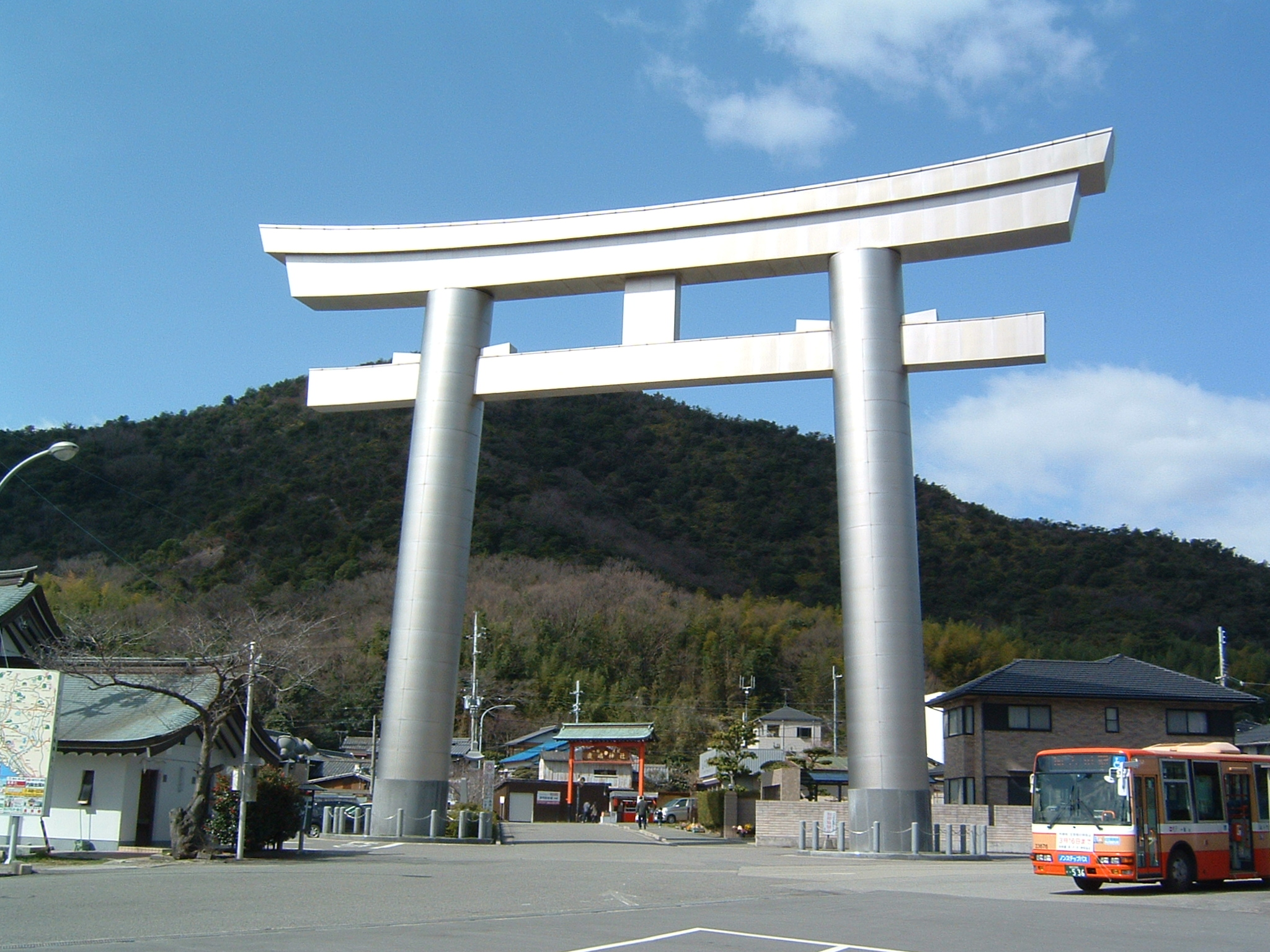
チタンの大鳥居

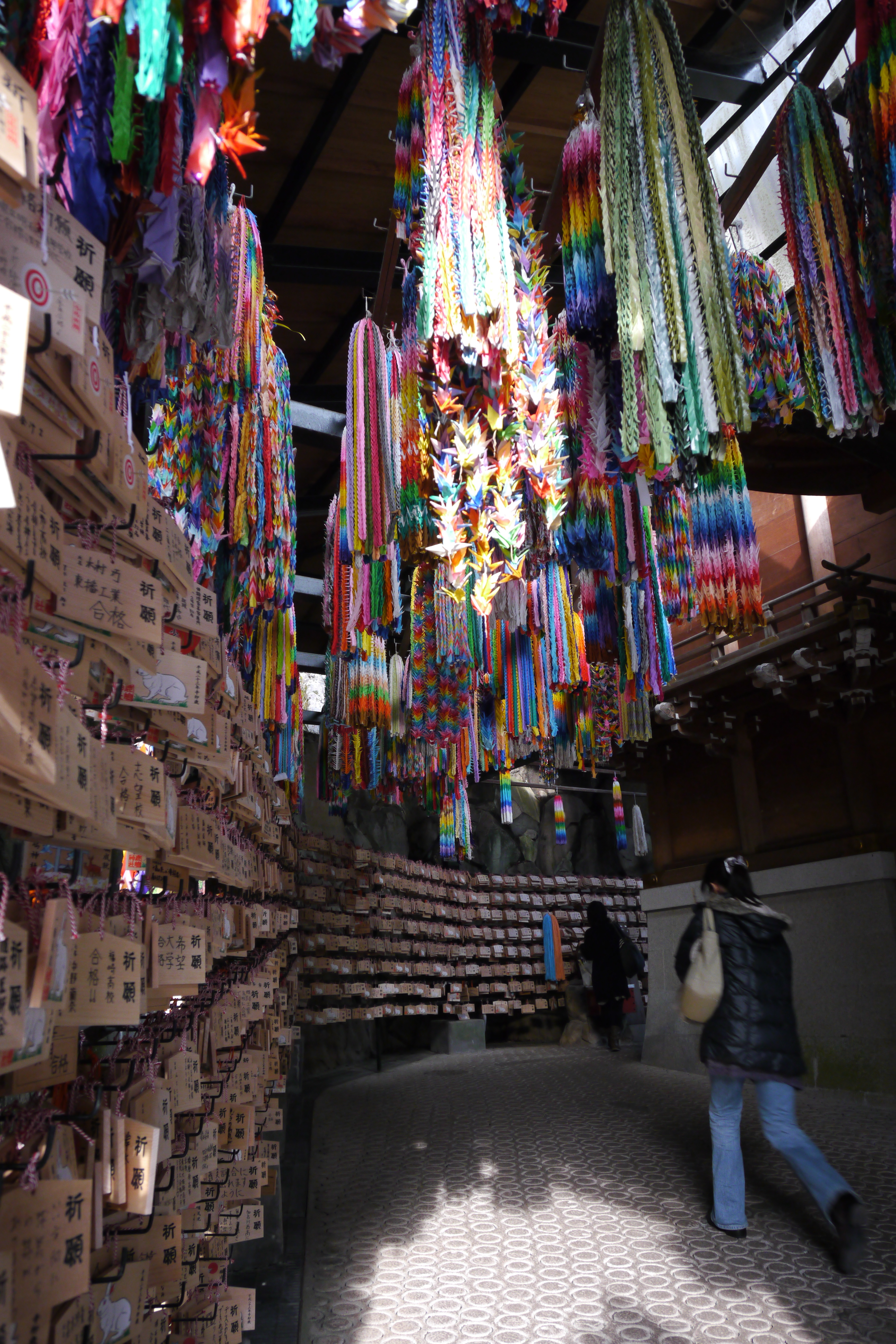
御堂廻り（願掛け）

鹿嶋神社（かしまじんじゃ）は、兵庫県高砂市にある神社である。
一願成就・合格祈願の神として信仰されている。拝殿で参り、本殿裏を回って竹の棒を置く、これを年の数だけ繰り返す願掛が行われる。神社ではあるが、香を焚き灯明をあげる風習がある。
参道の両脇には名物のかしわもちの店が並んでいる。平成10年（1998年）にチタンの大鳥居が造られた。

## 祭神
- 武甕槌命
- 経津主命

## 由緒
この神社は、社伝によれば奈良時代に播磨国の国分寺が創建された折、その鎮守社として創建されたのに始まるとされる。
1578年（天正6年）に羽柴秀吉が神吉城を攻めるときに、神社周辺でも戦いがあったが、神殿は残ったといわれている。
江戸時代に、地徳地区を開発するにあたって神社の復活が計画され、寛文年間に姫路藩の松平直矩によって現在の祭神で復活した。
元禄時代には本多忠国から境内拡張地を提供し、姫路藩によって崇敬されてきた。

## 名物 かしわもち
月に一度、神社に農家が餅を奉納していたことに由来する。参道売店各店で販売している。
昭和40年代に皇太子時代の明仁上皇が加西フラワーセンターを訪問した際に、私的によく鹿嶋神社を参拝していた兵庫県知事坂井時忠の取り持ちにより、地元の地徳自治会名で皇太子にかしわもちが献上された(かしわもち売店鹿嶋茶屋店内に県知事の礼状が展示されている)。

## 所在地
- 兵庫県高砂市阿弥陀町地徳279
  - 最寄り駅：JR神戸線（山陽本線）曽根駅（徒歩30分、神姫バスでアクセス可能）

## 周辺
- 高砂成田山守護尊寺
- 北山鹿島神社
- 高御位山